# Liste der Biografien/Ml
Liste der Biografien |
Portal Biografien |
Personensuche
# |
A |
B |
C |
D |
E |
F |
G |
H |
I |
J |
K |
L |
M |
N |
O |
P |
Q |
R |
S |
T |
U |
V |
W |
X |
Y |
Z |
?
 
Ma |
Mb |
Mc |
Md |
Me |
Mf |
Mg |
Mh |
Mi |
Mj |
Mk |
Ml |
Mm |
Mn |
Mo |
Mp |
Mq |
Mr |
Ms |
Mt |
Mu |
Mv |
Mw |
Mx |
My |
Mz
Die Liste der Biografien führt alle Personen auf, die in der deutschsprachigen Wikipedia einen Artikel haben. Dieses ist eine Teilliste mit 105 Einträgen von Personen, deren Namen mit den Buchstaben „Ml“ beginnt.

## Ml

### Mla
- Mlaab, Abdelhakim (* 1988), marokkanischer Leichtathlet
- Mlaba, Nonkululeko (* 2000), südafrikanische Cricketspielerin
- Mlada, Äbtissin
- Mladeck, Kyra (* 1935), deutsche Schauspielerin
- Mladějovská, Mira (1899–1969), tschechoslowakische Kunsthistorikerin und Museumsleiterin
- Mládek, Ivan (* 1942), tschechischer Sänger, Komponist, Songwriter und Komiker
- Mládek, Jan (* 1960), tschechischer Politiker
- Mladek, Katrin (* 1989), österreichische Naturbahnrodlerin
- Mladenović, Aleksandra (* 1994), serbische Turbofolk-Sängerin
- Mladenović, Dragan (* 1956), jugoslawischer Handballspieler
- Mladenović, Dragan (* 1976), serbischer Fußballspieler
- Mladenović, Filip (* 1991), serbischer Fußballspieler
- Mladenovic, Kristina (* 1993), französische TennisspielerinKristina Mladenovic (* 1993)

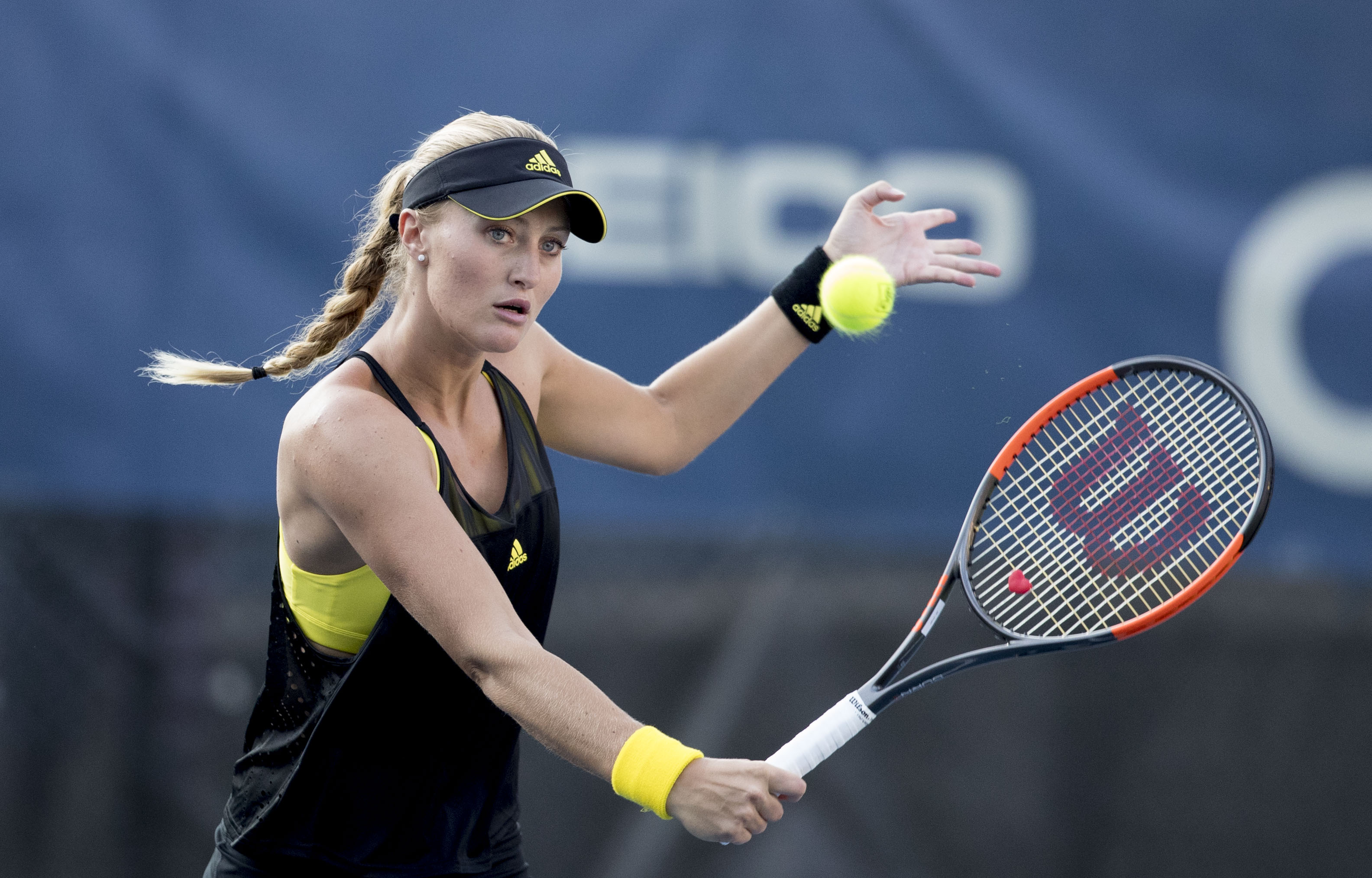
Kristina Mladenovic (* 1993)

- Mladenovic, Luka (* 1998), luxemburgischer Tischtennisspieler
- Mladenović, Marko (* 2005), serbisch-deutscher Fußballspieler
- Mladenović, Milan (1958–1994), jugoslawischer Rocksänger
- Mladenović, Miodrag (* 1964), serbischer und US-amerikanischer Schachkomponist
- Mladenović, Mladen (* 1964), jugoslawischer bzw. kroatischer Fußballspieler
- Mladenović, Nemanja (* 1994), serbischer Handballspieler
- Mladenovic, Nikola (* 1992), deutscher Fußballspieler
- Mladenovska, Iva (* 2007), nordmazedonische Handballspielerin
- Mladenow, Aleksandar (* 1982), bulgarischer Fußballspieler
- Mladenow, Daniel (* 1987), bulgarischer Fußballspieler
- Mladenow, Georgi (* 1976), bulgarischer Eishockeyspieler
- Mladenow, Iwajlo (* 1973), bulgarischer Weitspringer
- Mladenow, Lasar (1854–1918), bulgarischer Geistlicher, Bischof der Bulgarisch-Katholischen Kirche
- Mladenow, Nikolaj (* 1972), bulgarischer Politiker, MdEP
- Mladenow, Petar (1936–2000), bulgarischer Diplomat und Politiker
- Mladenow, Stefan (1880–1963), bulgarischer Philologe
- Mladenow, Wasko (* 1989), bulgarischer Tennisspieler
- Mladenowa, Dessislawa (* 1988), bulgarische Tennisspielerin
- Mladić, Ratko, bosnischer Militär, Oberbefehlshaber der bosnisch-serbischen TruppenRatko Mladić

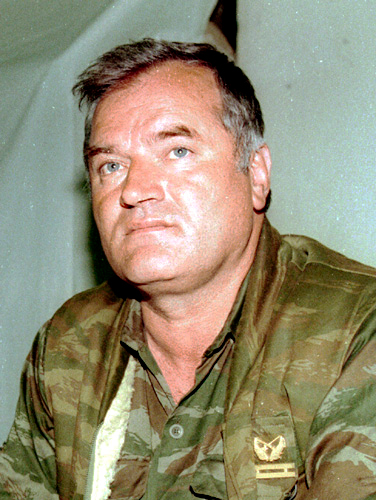
Ratko Mladić

- Mladin, Deeon (* 1991), australische Tennisspielerin
- Mladina, Davor (* 1959), kroatischer Fußballspieler und -trainer
- Mladjan, Dusan (* 1986), schweizerisch-serbischer Basketballspieler
- Mladjan, Marko (* 1993), Schweizer Basketballspieler
- Mlađenović, Lepa (* 1954), feministische, lesbische und kriegsfeindliche Aktivistin
- Mlađenović, Mato (* 1978), kroatischer Eishockeyspieler
- Mladý, Josef (1955–2018), tschechischer Schauspieler
- Mlady, Viktor (1826–1907), österreichischer und tschechischer Jurist und Politiker deutscher Nationalität
- Mlak, Włodzimierz (1931–1994), polnischer Mathematiker
- Mlakar, Jan (* 1998), slowenischer Fußballspieler
- Mlakar, Jana (* 1962), jugoslawische Skilangläuferin
- Mlakar, Luka (* 2006), slowenischer Fußballspieler
- Mlakar, Marko (* 1954), slowenischer Skispringer und Skisprungfunktionär
- Mlakar, Matjaž (* 1981), slowenischer Handballspieler
- Mlakar, Oliver (* 1935), kroatischer Fernsehmoderator
- Mlakar, Peter (* 1951), slowenischer Philosoph, Schriftsteller, Musiker und Performer
- Mlalazi, Christopher (* 1970), simbabwischer Autor
- Mlambo, Sibongile (* 1990), simbabwische Schauspielerin und Model
- Mlambo-Ngcuka, Phumzile (* 1955), südafrikanische Politikerin
- Mlanao, Nawal (* 1965), komorische Singer-Songwriterin
- Mlangeni, Andrew (1925–2020), südafrikanischer Anti-Apartheid-Aktivist
- Mlapa, Peniel (* 1991), deutscher FußballspielerPeniel Mlapa (* 1991)

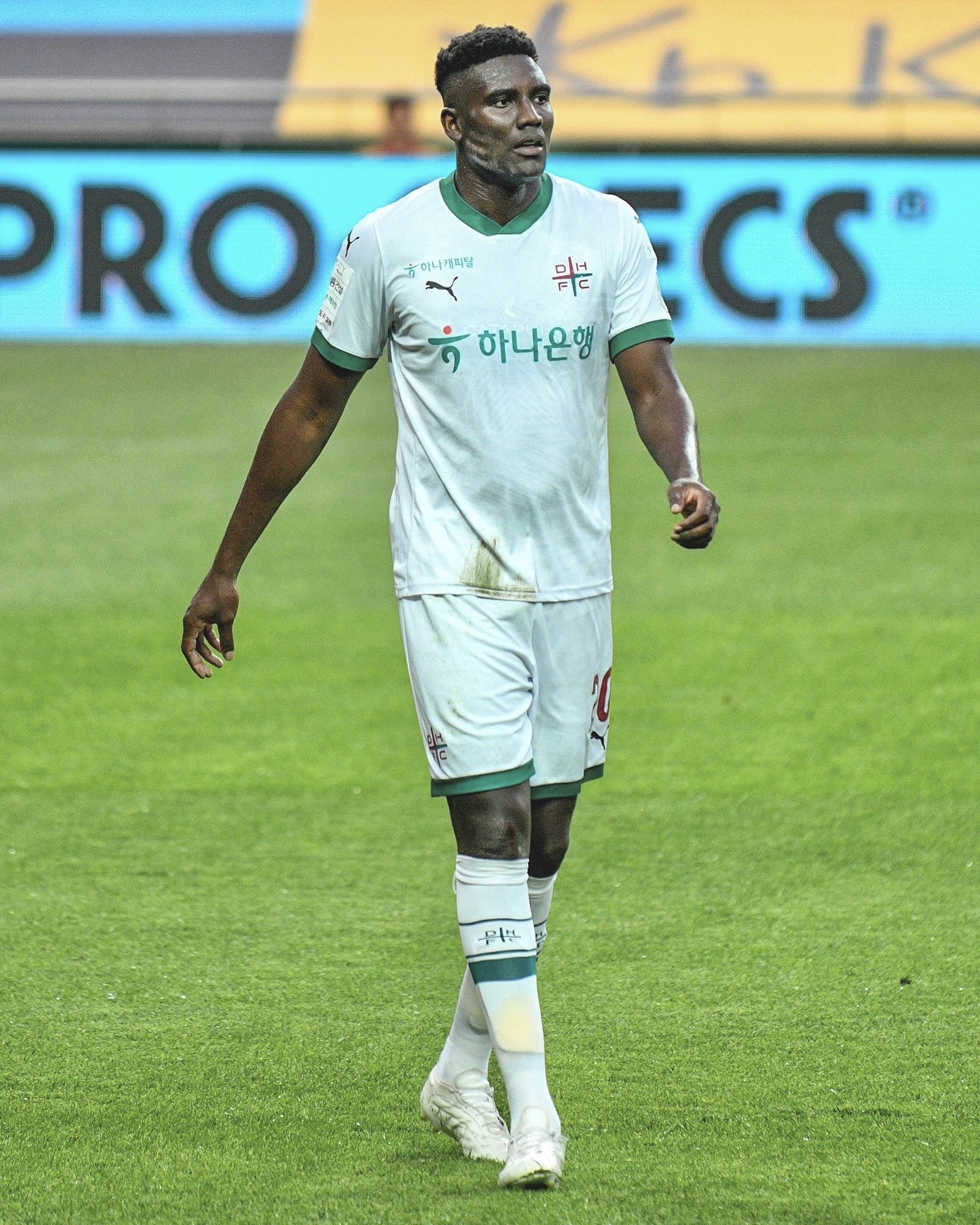
Peniel Mlapa (* 1991)

- Mlasowsky, Alexander (* 1962), deutscher Klassischer Archäologe
- Mlawa, Hemed, tansanischer Schachspieler
- Mlay, Cece, tansanische Regisseurin und Drehbuchautorin

### Mle
- Mlecek, Udo (1937–2012), deutscher Ingenieur
- Mlecko, Martin (1951–2016), deutscher Künstler, Fotograf, Filmemacher und Hochschullehrer
- Mleczko, Allison (* 1975), US-amerikanische Eishockeyspielerin
- Mleczko, Andrzej (* 1949), polnischer Grafiker und politisch-satirischer Karikaturist
- Mleczkowski, Wolfgang (1943–2014), deutscher Politiker (FDP), MdA
- Mleh († 1175), Fürst von Kleinarmenien
- Mleinek, Mischa (1927–1996), deutscher Schriftsteller, Drehbuch- und Hörspielautor, Schlagertexter und Übersetzer
- Mlejnková, Michaela (* 1996), tschechische Volleyballspielerin
- Mlejnková, Petra (* 1988), tschechische Grasskiläuferin
- Mlejnský, Antonín (* 1973), tschechischer Fußballspieler
- Mlekusch, Lars, Schweizer Musiker und Hochschullehrer
- Mlekuž, Rene (* 1975), slowenischer Skirennläufer
- Mlenek, Hannes (* 1949), bildender Künstler
- Mlenga, Retshidisitswe (* 2000), südafrikanischer Sprinter

### Mli
- Mlíčka, Aleš (* 1988), tschechischer Grasskiläufer
- Mlíkovský, Jiří (* 1954), tschechischer Paläornithologe und Ornithologe
- Mlinar, Angelika (* 1970), österreichisch-slowenische Juristin und Politikerin (NEOS, SAB)Angelika Mlinar (* 1970)

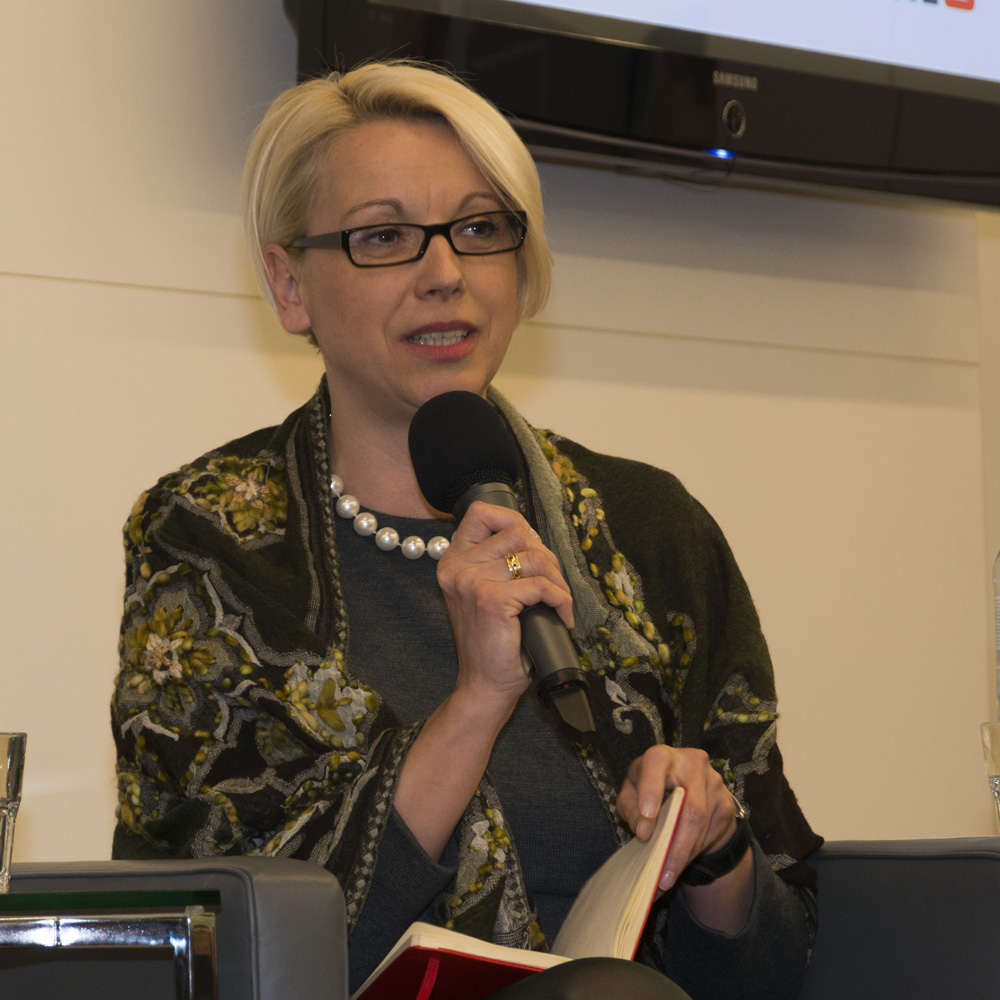
Angelika Mlinar (* 1970)

- Mlinar, Lucija (* 1995), kroatische Volleyballspielerin
- Mlinarevic, Nenad (* 1981), Schweizer Koch und Gastronom
- Mlinarić, Marko (* 1960), kroatischer Fußballspieler
- Mlineritsch, Reinhart (* 1950), österreichischer Fotograf
- Mlinšek, Dušan (1925–2020), jugoslawischer bzw. slowenischer Forstwissenschaftler

### Mlk
- Mlkvy, Bill (1931–2024), US-amerikanischer Basketballspieler

### Mlo
- Młodawska, Karolina (* 1996), polnische Dreispringerin
- Mlodinow, Leonard (* 1954), US-amerikanischer Physiker und Autor
- Młodnicki, Karol (1835–1900), polnischer Maler und Illustrator
- Młodożeniec, Jan (1929–2000), polnischer Maler
- Młodożeniec, Stanisław (1895–1959), polnischer Schriftsteller
- Mlodsijewski, Boleslaw Kornelijewitsch (1858–1923), russischer Mathematiker
- Mlodyskiny (* 2000), polnischer Rapper und Songwriter
- Mlola, Joseph (* 1966), tansanischer Ordensgeistlicher, Bischof von Kigoma
- Młónk, Pětr (1805–1887), sorbischer Volksdichter

### Mly
- Mlynár, Peter (* 1988), slowakischer Skilangläufer
- Mlynář, Zdeněk (1930–1997), tschechischer Politiker und Politologe
- Mlynář, Zdeněk (* 1976), tschechischer Cyclocrossfahrer
- Mlynarčík, Peter (* 1991), slowakischer Volleyballspieler
- Młynarczyk, Andrzej (* 1973), polnischer Skispringer
- Młynarczyk, Józef (* 1953), polnischer FußballspielerJózef Młynarczyk (* 1953)

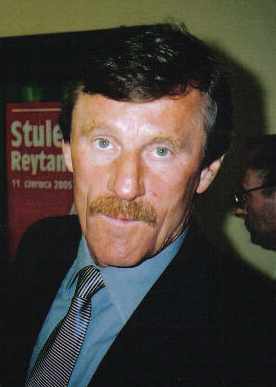
Józef Młynarczyk (* 1953)

- Młynarski, Emil (1870–1935), polnischer Dirigent, Geiger, Musikpädagoge und Komponist
- Młynarski, Marian (1926–2024), polnischer Paläontologe, Hochschullehrer, Herpetologe und Museologe
- Młynarski, Mieczysław (1956–2025), polnischer Basketballspieler
- Mlynarski, Monik (1923–2016), polnisch-deutscher Holocaust-Überlebender und jüdischer Gemeindevorsitzender
- Młynarski, Wojciech (1941–2017), polnischer Dichter, Komponist, Regisseur, Satiriker, Liedermacher, Übersetzer und Alleinunterhalter
- Mlynek, Jürgen (* 1951), deutscher Physiker und Wissenschaftsmanager
- Mlynek, Klaus (* 1936), deutscher Historiker, wissenschaftlicher Archivar und langjähriger Direktor des Stadtarchivs Hannover
- Mlynikowski, Marcus (* 1992), deutscher Fußballspieler
- Młynkowa, Marja (1934–1971), sorbische Schriftstellerin, Lektorin und Literaturkritikerin
- Mlynski, Gunter (* 1940), deutscher Mediziner, Begründer der Rhinoresistometrie